# Theodor Friedrich (Philologe)

Theodor Friedrich als junger Pädagoge, 1912

Theodor Otto Ludwig Friedrich (* 9. April 1879 in Chemnitz; † 24. Dezember 1947 in Leipzig) war ein deutscher Philologe, Reformpädagoge, Publizist und Goetheforscher.

## Leben

### Ausbildung
Der Sohn des Chemnitzer Bezirksoberschullehrers Ludwig Friedrich legte Ostern 1898 seine Reifeprüfung auf dem örtlichen Gymnasium ab. Anschließend studierte er an der Universität Leipzig bis 1902 evangelische Theologie und von 1903 bis 1906 Pädagogik und Germanistik. Zwischenzeitlich war er als Hauslehrer in Rathewalde und auf der Burg Berwartstein tätig. Während seines Pädagogikstudiums vertrat er Lehrstellen an der IV. Realschule in Leipzig und am Gymnasium in Greiz. Seine theologischen Studien schloss er mit dem Examen pro candidatura, seine philosophischen Studien mit der pädagogischen Prüfung ab. An der philologischen Fakultät der Universität Leipzig wurde er 1907 promoviert. Seine Dissertation Die „Anmerkungen übers Theater“ des Dichters Jakob Michael Reinhold Lenz erschien 1908 im Verlag Robert Voigtländer.

### Pädagogische Tätigkeit
Ab Ostern 1906 war er als Hilfslehrer am Königlichen Lehrerseminar in Borna tätig. Ab Januar 1907 unterrichtete er die Fächer Religion, Deutsch und Pädagogik an der II. städtischen Höheren Schule für Mädchen mit angeschlossenem Lehrerinnenseminar in Leipzig. Diese Schule stand damals unter dem Rektorat des bekannten Reformpädagogen Hugo Gaudig, der sie aufgrund der konsequenten Anwendung seiner pädagogischen Prinzipien zu einer Bildungsstätte mit Modellcharakter umformte, die internationale Beachtung und Anerkennung fand.

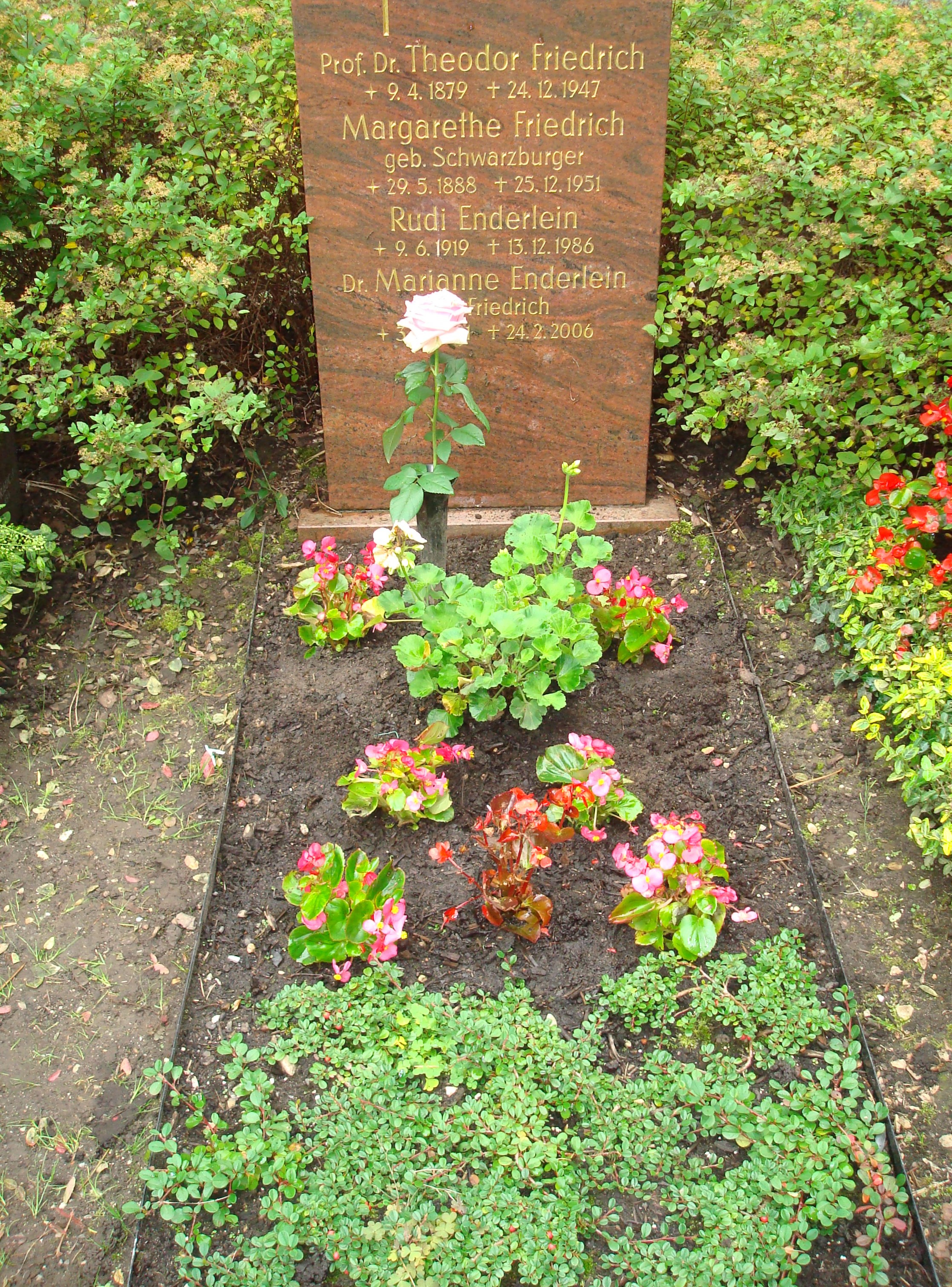
Grabstätte auf dem Südfriedhof in Leipzig

Friedrich wurde zu einem der engagiertesten Vertreter dieser neuen Lehrmethoden. Auf der für die zahlreichen in- und ausländische Hospitanten veranstalteten Pädagogischen Woche vom 31. Januar bis 3. Februar 1921 hielt Friedrich einen der Hauptvorträge zum Thema: Die Schulklasse in der freien Tätigkeit sowie mehrere Lektionen zu den Themen: Betrachtung eines religiösen Bildes nach dem Grundsatz der Selbsttätigkeit, Freie Selbstunterhaltung der Klasse auf Grund von eigentätig erworbenen lyrischen Gedächtnisstoff oder Die Gottesanschauung der Psalmen in arbeitsteiligem Verfahren entwickelt.
Friedrich war bis 1945 als Pädagoge an dieser Bildungsstätte tätig, die 1927 in Gaudigschule umbenannt wurde. Während dieser Zeit wurde er zum Studienrat und Professor ernannt. Er zählte mit Lotte Müller zu den letzten Vertretern der Methode der freien geistigen Tätigkeit an dieser Schule.

### Publizistische Tätigkeit
Theodor Friedrich war Herausgeber der Jaegerschen Sammlung deutscher Schulausgaben für höhere Lehranstalten.
Neben verschiedenen Veröffentlichungen zu pädagogischen und religiösen Themen sowie zur Frauenbildungsfrage hat Friedrich sich vor allem als Goetheforscher einen Namen gemacht. Ab 1910 brachte er für den Reclam-Verlag eine Goethe-Gesamtausgabe in vier Hauptbänden mit einer Folge von Ergänzungsbänden heraus, die 1927 auf sechs Hauptbände erweitert wurde.
Sein Faust-Kommentar erschien 1932 im Reclam-Verlag und erlebte unter dem Titel Faust, erläutert mehrere Auflagen. Nach dem Ende des Zweiten Weltkrieges erschien er in der Bearbeitung von Lothar Scheithauer 1957 und Siegfried Scheibe 1963. Zuletzt wurde er als Nachdruck in der Reihe Reclams Universal-Bibliothek 1996 veröffentlicht.
Sein letztes Werk Welt und Geist im Goethewort konnte Friedrich nicht mehr vollenden. Er verstarb am Weihnachtstag 1947 in Leipzig. Seine Asche wurde auf dem dortigen Südfriedhof bestattet. Welt und Geist im Goethewort erschien postum 1949 unter der Bearbeitung von Carl Diesch.

## Mitgliedschaften
Theodor Friedrich war Mitglied der Goethe-Gesellschaft.

## Werke (Auswahl)
- Welt und Geist im Goethewort. Eine Auswahl aus Goethes Lebensweisheit von Theodor Friedrich. Nach dessen Tode vollendet von Carl Diesch. Biberach an der Riss 1949.
- Formenwandel von Frauenwesen und Frauenbildung. Leipzig 1934.
- Goethes Faust. Mit einem Faust-Wörterbuch. Leipzig 1932.
- Lebendige Gegenwart als Unterrichtsfach. Leipzig 1931.
- Die Frau als Bildungsziel. Leipzig 1929.
- Berufswünsche und Zukunftspläne der Jugend an höheren Schulen. Hrsg. mit Woldemar Voigt, Breslau 1928.
- Israel und seine Religion im Rahmen der vorderasiatisch-ägyptischen Kultur. Leipzig 1925; [Hilfs- und Lehrbücher für den höheren Unterricht, 18].
- Feldgraues Bildungswesen in Rumänien. Mit einem Verzeichnis der Mitarbeiter und zahlreichen Abbildungen. Leipzig 1920.
- Der arme Fischer. Erzählung. Leipzig 1912.